# Jakob Egholm
Jakob Egholm (Holbæk, 27 de abril de 1998) es un ciclista danés que corre para el Restaurant Suri-Carl Ras.
En 2016 se alzó con el oro en la prueba en ruta júnior del Campeonato Mundial de Ciclismo en Ruta en Doha, Catar.

## Palmarés
2016
- Campeonato del Mundo en Ruta Júnior